# 魔女ボーグ メグリロ
『魔女ボーグ メグリロ』（まじょボーグ メグリロ）（英語版表題：Witch-bot Meglilo）は、日本の同人サークルASTRO PORTによるWindowsパソコン用縦スクロール型シューティングゲーム（シェアウェア）。一度死んでサイボーグにされた魔法少女が、地球侵略にやって来た宇宙人と戦う姿を描く同人ゲームである。

## 概要
ASTRO PORTのシェアウェアとしては3番目の作品である。2008年末に催された第75回コミックマーケットにて頒布（発売）され、同じ12月29日に同人ショップでの委託販売を開始した。翌2009年1月4日には、各オンラインショップにてダウンロード販売を開始、さらにアメリカ合衆国のパブリッシャー「Curious Factory」により英訳され、同国のダウンロード販売サイト「Direct2Drive」にて前作『ARMED SEVEN』と共に、同年6月6日より販売を開始した。
前々作『超電気ロボ バルカイザー』と同じ架空の西暦1977年の地球を舞台とし、異世界からやって来て不慮の死を遂げた魔法少女・メグリロが、バルカイザーの開発者でもある天護（あまもり）博士の手によってサイボーグとして蘇り、地球侵略を狙う宇宙人「ゴゴー軍団」と戦う、すなわち「バルカイザー」と舞台を共有する作品である。ただし、バルカイザー及びそのパイロットなどは登場せず、物語上の繋がりはあまり無い。今回のゴゴー軍団はスケールの小さな悪事を繰り返し、それをメグリロが傍観するうちに被害者は悲惨な結末を迎える、というブラックユーモアを含む物語が展開する。これを公式に「嫌し系魔女っ子STG（いやしけい・まじょっこシューティングゲーム）」と称する。
プレイヤーはメグリロを操作し、敵を撃ち落としながらステージを進んで、最後に登場するボスキャラクターを倒すことを目指す。メグリロは画面内の一切の動きを止める「トキトメワープ」や左右別々につく支援兵器「サテライト」、さらにはボスキャラクターとの戦いでのみ発動する「メルヘン時空」を駆使して、ゴゴー軍団に立ち向かう。全6面構成。

## 評価
この作品は、作品自体に用いられるアイデアと物語の特異性や、前作でも好評を得たサークルの作品として、また海外展開を果たした同人ソフトとして、注目された。2008年12月19日には窓の杜「週末ゲーム『シューティングゲーム特集』」において同人サークル橙汁の作品『ソラ』と共に掲載され、製品版発売間もない2009年1月14日には4Gamer.net「インディーズゲームの小部屋」に掲載、さらに2010年5月5日にはギュッと!の「やりこみゲーム特集」に次作『蒸気活劇 アドベンタム』と共に17本中の一つとして挙げられた。加えて、上述のDirect2Driveにおける前々作『超電気ロボ バルカイザー』の取扱い開始が4Gamer.netで報じられた際に、続いて取り扱われる予定ソフトの一つとして挙げられた。「バルカイザー」に続き、Direct2Driveで最も早く取り扱われた日本製同人ゲームソフトの一つである。

## ゲームシステム

### 基本構成
ゲームはステージ単位で展開し、各ステージ毎にボスキャラクターであるゴゴー軍団の指揮官が一人ずつ登場する。ステージの最後に登場する彼女らを倒せばステージクリア、メグリロの残機が0の時に撃墜されるとゲームオーバーとなる。難易度は、ゲーム開始時に4段階から選べる。
各ステージは舞台を真上から見下ろす視点（トップビュー）で展開し、プレイヤーの操作するメグリロは俯せ（プレイヤーに背中を向けた姿勢）で画面の上方向へ飛行する姿で描かれ、背景は上から下へと自動スクロールする。

### 操作方法
このゲームはキーボード、または2つ以上のボタンを持つゲームパッドで操作できる。攻撃に限りマウスも併用できる。操作に伴う動作は、以下のとおり。
- 移動:カーソルキーか方向ボタンで、上下左右と斜め方向へ移動する。
- ショット:「Z」キーか「ボタン1」、または左クリックでメグリロが右手に構えた杖の先と、左右の「サテライト」から弾を発射する。キーを押し続けると、弾を連射する。
- トキトメワープ:「X」キーか「C」キー、または「ボタン2」あるいは右クリックで、後述の「トキトメワープ」を使う。

### トキトメワープ
ステージ進行中、所定のキーまたはボタンを押し続けると「トキトメ」状態となり、その間は自動スクロールを含めた画面上の全ての動きが一時停止する。このとき現われる赤い「魔法陣」を任意の場所へ移動しキーを放すと、魔法陣の移動先にメグリロが「ワープ」（瞬間移動）したあと、画面の動きが再開される。トキトメ中は敵本体や敵弾に接触してもミスとはならず、これを利用して敵弾の集中する地点から逃れたり、画面いっぱいの幅を持つ敵をすり抜けて後ろに回りこんだりできる。
トキトメ中は画面右側の「Warp」（ワープエネルギー）ゲージが減少すると同時に魔法陣も小さくなっていき、それが尽きるとトキトメ状態は解除される。ワープエネルギーは時間経過と共に自然回復し、メグリロに弾を撃たせなければ回復量が増える。

### 当たり判定
本作ではゲーム進行中、メグリロに当たり判定が明示される。メグリロに敵弾が接近すると彼女の胸部付近が輝き、その部分に敵もしくは敵弾が接触するとミスとなって、後述のシールドが1段階下がったり、シールドがなければメグリロが撃墜されて残機が1つ減る。他方、当たり判定のある胸部以外の部位に敵や敵弾が接触しても損害を受けない。

### サテライト
メグリロは、左右両側に1機ずつの「サテライト」を装備できる。これらはメグリロの支援兵器で、ショットボタンを押すと、メグリロ自身と同時に弾を発射する。
ステージ進行中に現われる黄色い航空機「アイテムキャリア」を破壊すると、「サテライトアイテム」が出現する場合がある。それに重ねるようにメグリロを移動させて取得すると、アイテムに触れた側のサテライトが変化する。サテライトは、多方向に弾を発射するもの、誘導弾を放つもの、貫通する光線を発射するもの、刃などを敵に接触させて攻撃するもの、など様々な種類がある。どのような攻撃をするサテライトに変化するかは、出現するアイテムに意匠化して表現される。

### シールド
ステージ進行中に飛来する「アイテムキャリア」を破壊したとき、青地に白く「S」と書かれた「シールドアイテム」が出現することがあり、それを取得すると、メグリロの周囲に2つの楕円で示される「シールド」が張られる。シールドは2段階あり、シールドアイテムを1つ取ると赤、2つ取ると青、とシールドの色が変化する。これを纏った状態では、敵及び敵弾と接触するとシールドが1段階下がるものの、撃墜されずに済む。シールドの状態はメグリロ周囲のグラフィックと、画面右側の「SHIELD」ゲージに表示される。
シールドが2段階目（青）のとき、さらにシールドアイテムを取ると、「マキシマムボーナス」状態になる。この状態ではSHIELDゲージに「MAXIMUM」と表示され、スコア（得点）表示が点滅して、敵を撃墜したとき通常よりも高得点を得られる。この状態でさらにシールドアイテムを取ると、そのアイテムに対しボーナス得点を得られる。マキシマムボーナス状態は、メグリロが敵もしくは敵弾に触れてシールドが1段階下がると解除される。また、マキシマムボーナスは、中ボスを含むボスキャラクターとの戦闘時には一時停止される。
ステージクリア時、シールドの状態に応じてボーナス得点があり、マキシマム状態なら3倍の得点を得られる。

### ボム
ステージ中に飛来する大型の「アイテムキャリア」を破壊すると、黄色地に赤く放射性標識のような印の描かれた丸い「ボムアイテム」が出現する。これを取得すると、触れた瞬間に画面内に大きな爆発を起こして敵の弾を消滅させると同時に全ての敵に一定のダメージを与える。

### 対ボス戦闘
ステージ中途の中ボス戦、ステージ最後のボス戦、ともにボスが出現すると、画面最上部に「ボス耐久力」を示すゲージと、「ボス残り戦闘時間」が表示される。残り戦闘時間以内にボスを撃墜できない場合、「TIME OVER」と表示されてボスは自爆し、そのボスを撃破することによる得点機会を失う。また、これらの対ボス戦闘では、「マキシマム」状態が一時解除される。ボスは本体といくつかのパーツから成り、本体の前にパーツを破壊すると追加得点を得られる。この際、短時間で破壊すると獲得する得点倍率が上がる。

#### メルヘン時空
ステージ最後のボスキャラクターと戦う際、メグリロは「メルヘン時空」を発生させる。この状態ではステージの背景が通常と異なるものに変わり、メグリロ本体のショットも、通常は進行方向のみを射撃するものが、斜め左右を加えた3方向を射撃するものへと変化する。

### REPLAY
過去のプレイ内容を再現するリプレイ機能。ゲーム終了時に「SAVE REPLAY?」の問いに応諾すると記録され、タイトル画面で「REPLAY」を選ぶと再生できる。

### PRACTICE
難易度ごとに、過去に到達したことのある特定のステージを練習できるゲームモード。このモードにおけるリプレイやハイスコア（最高得点）は記録されない。

### 着せ替え機能
ゲーム進行中に画面右下に表示されているメグリロの姿を変更する機能。各難易度の2面・4面・6面を初めてクリアしたとき、「キセカエルーレット」が起動し、「頭部」「胸部」「腰部」「腕部・脚部」のうち新しいもの1つ（6面のみ2つ）をランダムで入手する。各パーツは、最初から持っている「魔女ボーグ」のほか、「メイド服」「ゆかた」「水着」「強化パーツ」の4種類あり、4つの難易度を全てクリアすると全パーツが揃う仕組み。
獲得したパーツは、タイトル画面の「CLOSET」で組み替えることができる。この機能で変化するのはあくまでもゲーム中に画面右下に表示される立ち姿のメグリロの容姿に限られ、ゲーム内で操作する「自機」としてのメグリロの容姿や、その性能は変化しない。

## プロローグ
西暦1977年、異世界にある「魔法の国」から友だちを探しにやってきたプリンセス・メグリロとその使い魔・ビリケンは、空き地で「超電気科学研究所」の天護博士と「ゴゴー軍団」のリリー大佐とが争うのを目撃した。リリー大佐が銃を取り出すのを見たメグリロは、咄嗟に天護博士を救おうとするが、光線の直撃に遭い無残な最期を遂げた。しかし天護博士は、うろたえるビリケンを尻目に、彼女に手術を施し、「魔女ボーグ」として復活させた。

## 登場人物
※この節では、ゲーム公式サイトに紹介された主なキャラクターのみを記載する。
メグリロ
本作の主人公。元々は異世界から友だちを作りに来た魔法の国のプリンセスだった。ところが、天護博士とリリー大佐の戦闘に巻き込まれて命を落としてしまい、天護博士による改造手術を受けて機械の身体を持つ「魔女ボーグ」として復活した。ゴゴー軍団を発見すると、彼女らの悪事によって明確な犠牲者が出るまで「様子を見」て、それを確認すると「シニカルマジカルカンカンノー」と叫んで変身する。天護博士に改造されてからは語尾に「リロ」がつく話し方をする。また、キャラクターデザインを担当した鮭夫の漫画『ヒトミ先生の保健室』第34話に1コマだけ登場している。
ビリケン
魔法の国からメグリロと共にやって来た、彼女の使い魔。焦点の定まらない目と平たい嘴、水かきのある足を持つ、頭と羽根が緑色で腹が黄色と紫色の縞模様になっている、二頭身の鳥のようなキャラクター。語尾を「〜だよぅ」「〜だねぇ」などと伸ばす話し方をし、ゴゴー軍団と遭遇すると犠牲者が出る前に悪事を止めさせようとメグリロに勧めるが、いつも無視される。ゲーム中は、画面内に敵がいない間だけ、メグリロの近くを飛ぶ（効果は特にない）。
天護（あまもり）博士
「超電気科学研究所」の所長で、前々作で活躍した巨大ロボット「バルカイザー」の開発者。地球防衛が趣味で、発明品の実験がてらゴゴー軍団と戦っている。空き地でリリー大佐に絡まれ、危ういところを庇おうとして絶命したメグリロに改造手術を施し、魔女ボーグとして復活させた。
リリー大佐
この作品でのゴゴー軍団の指揮官で、最終面のボス。前々作でバルカイザーと戦ったロズ将軍の親衛隊長で、彼の役に立とうとゲリラ戦の指揮を執る。ただし、部下に具体的な命令を出しておらず、配下の作戦には一貫性が無い。高飛車な物言いをするが、自らメグリロを撃ち殺したことにうろたえたり、妄想にふける様子をメグリロらに観察され真っ赤になって逃げ去るなど、動揺しやすい性格。